# Vestibulodynie
La vestibulodynie est un syndrome caractérisé par une douleur intense causée par une pression à l’entrée du vagin, notamment lors d'une pénétration.  Il s'agit d'une sorte de vulvodynie, nommée ainsi car localisée sur la zone de la vulve dite vestibule, à l’entrée du vagin. C’est la plus fréquemment diagnostiquée. La douleur varie d'une personne à l'autre et peut être intermittente. Elle est souvent associée à un problème du plancher pelvien et des muscles du périnée.
Quand on constate une inflammation, on parle de vestibulite (« inflammation du vestibule »).

## Symptômes
La forme que prennent les symptômes peut varier d'une personne à l'autre. Certaines ressentent de la douleur lors de mouvements normaux : s'asseoir, monter à bicyclette, etc. Pour d'autres cela arrive par épisode. Les relations sexuelles sont douloureuses la majorité du temps.
Il existe deux formes de vestibulodynie : la forme primaire, où les douleurs apparaissent dès les premiers contacts (par exemple relation sexuelle ou introduction d'un tampon) et la forme secondaire qui apparaît après quelques heures, semaines, mois ou années de relations sexuelles non douloureuses.
D'autres symptômes peuvent être associés à la vestibulodynie si elle est reliée à un problème des muscles du plancher pelviens tels que : douleur lors de pression au niveau des aines et près de l'anus, fissures anales chroniques.

## Diagnostic
La vestibulodynie est un syndrome peu connu des spécialistes et mal diagnostiqué. Pourtant, il touche un grand nombre de personnes de sexe féminin. La plupart d'entre elles doit consulter plusieurs médecins ou à de nombreuses reprises pour être diagnostiquées. Il est possible de diagnostiquer ce syndrome grâce au test du coton-tige (ou test du q-tip), qui consiste à appuyer sur quelques points spécifiques du vestibule (l'entrée du vagin) avec un coton-tige.

## Causes possibles
Les causes exactes de la vestibulodynie sont encore inconnues. Parmi les plus probables, on compte entre autres les vaginites répétées, la prise d'antibiotiques, le stress et les traumatismes, ainsi que la pilule contraceptive.
Par hypothèse la vestibulodynie est comparée à la fibromyalgie, aux mécanismes également étudiés : sensibilisation centrale au cours de laquelle la perception douloureuse est amplifiée ?[pas clair]

## Traitements
Plusieurs traitements existent, mais aucun n’est efficace à 100 % ou dans tous les cas, chaque personne y réagissant différemment. Parmi ces traitements, on compte, :
- les traitements topiques (crèmes hormonales dans le cas de la sécheresse vaginale chez les personnes plus âgées -Premarin- ou les analgésiques locaux tel que la xylocaïne à appliquer quotidiennement sur le vestibule pour ainsi couper toute sensation douloureuse) ;
- les myorelaxants systémiques (relaxants musculaires en comprimés). Ces médicaments peuvent toutefois entraîner des effets secondaires : perte de force musculaire, fatigue, somnolence, déshydratation de la bouche ;
- la rééducation périnéale (qui peut être réalisée via physiothérapie, certains physiothérapeutes se spécialisant dans les douleurs vaginales ou dans la rééducation périnéale). On apprend à contrôler les muscles du plancher pelvien, réduisant ainsi les contractions involontaires lorsqu'on touche la région externe ou interne du vagin. Le traitement de physiothérapie consiste en des exercices de relâché-contracté, d'étirage avec une sonde ou un dilatateur et permet de détendre la région et de réduire le niveau de douleur ressenti. À chaque rendez-vous, il est possible d'observer son évolution grâce à la sonde qu'on relie à un appareil permettant de visualiser la tension du muscle (technique du biofeedback). Ce traitement peut prendre du temps avant de faire effet ;
- le massage de la zone douloureuses par une sage-femme. Ces massages sont généralement réalisés avec l'aide d'un gel anesthésiant et durent une vingtaine de minutes. Ils permettent d'atténuer progressivement les douleurs et mènent souvent à la guérison. Le geste massant décontracte la muqueuse et d'éventuelles cicatrices qui pourraient être l'origine des douleurs. Il ne cherche pas à détendre les muscles du périnée ;
- les injections de toxine botulique A (TBA ; dose de 100U), jugées efficaces par l'« Étude VESTIBULE » (étude pilote multicentrique conduite à Besançon et Paris, prospective, randomisée et en double aveugle) sur la douleur déclenchée lors des rapports, la qualité de vie et la vie sexuelle des patientes, mais avec une prise en charge globale qui reste nécessaire pour retrouver une fonction sexuelle satisfaisante[5] ;
- en dernier recours, un gynécologue peut décider d'opérer. L’opération, appelée vestibulectomie et consiste à enlever la partie du vestibule qui est douloureuse. Son succès n'est pas garanti. L'opération est douloureuse et le rétablissement est d'environ 1 mois. Les personnes en souffrant doivent souvent continuer leurs traitements de physiothérapie pour détendre la région ;
- un suivi psychologique ou sexologique est conseillé en même temps que le suivi en physiothérapie. Ce problème physique entraîne presque toujours des problèmes psychologiques : manque de confiance, isolement, perte de désir, stress, etc. ;
- l'arrêt de la pilule contraceptive, si elle assèche la peau, peut aider ;
- Les bougies dilatatrices vaginales peuvent également contribuer à améliorer les vestibulodynies selon une étude réalisée par le gynécologue Filippo Murina [6].